# مارکوس واسر
مارکوس واسر (انگلیسی: Markus Wasser؛ زادهٔ ۷ مهٔ ۱۹۶۸) از برندگان مدال‌های بازی‌های المپیک  اهل سوئیس است.